# Tee

使用tee的示意圖: ls -l的輸出被導向 tee，並且複製到檔案　file.txt 以及下一個命令 less。tee 的名稱來自於這個圖示，它看起來像是大寫的字母 T。

在計算機科學中，tee是一個常見的指令，它能夠將某個指令的標準輸出，導向、存入某個檔案中。許多不同的命令行界面（Shell）都提供這個功能，如 Unix shell、Windows PowerShell。
tee的功能通常是用管道，讓它不但能在螢幕輸出，而且也能夠將它儲存在檔案中。當一個資料在被另一個指令或程式改變之前的中間輸出，也能夠用tee來捕捉它。tee命令能夠讀取標準輸入，之後將它的內容寫入到標準輸出，同時將它的副本寫入特定的檔案或變數中。

## 使用方式
```
tee [ -a ] [ -i ] [檔案 ... ]
```

參數:
- 檔案 一個或多個檔案，能夠接收 tee-d 的輸出。

Flags:
- -a 追加(append)到目标文件而不是覆盖
- -i 忽略中斷。